# Larry Rapp
Larry Rapp   (20 de febrer de 1948) és un actor estatunidenc. Va participar en algunes pel·lícules durant els anys vuitanta i és conegut pel paper de Fat Moe Gelly a Hi havia una vegada a Amèrica.

## Filmografia
- 1982: Dear Mr. Wonderful
- 1984: Hi havia una vegada a Amèrica[3]
- 1985: Half Nelson[4]